# Casa Mainegre
La Casa Mainegre és una obra modernista de Sant Feliu de Guíxols (Baix Empordà) protegida com a Bé Cultural d'Interès Local.

## Descripció
Aquest edifici, situat al punt de confluència a la carretera de Palamós i la via del tren, cal entendre'l dins del context del desenvolupament econòmic, industrial i social de les darreries del segle xix, i del canvi de caràcter urbà de l'extrem nord-est de la ciutat a l'arribada del tren.
Originàriament es tractava d'una vil·la residencial amb cert aire colonial, de planta semisoterrada, planta baixa, dues plantes pis i una torre amb teulada a quatre aigües acabada amb agulla. A la planta baixa destacava un porxo que pràcticament envoltava l'edifici per tres costats. A la planta primera, una galeria vidriada suportada per dos pilars avançats a la línia del porxo emfatitzava l'accés principal. I la segona planta, de dimensions més reduïdes i coberta amb teulada a dues vessants, gaudia d'una amplia terrassa oberta a la façana principal. Era remarcable, també, la tanca escalonada de l'extens jardí amb reixes de ferro forjat entre pilars de totxo vist sobre un sòcol de maçoneria rematat amb sardinell ceràmic.
La fesomia de l'edifici ens ha arribat molt desvirtuada degut, en primer lloc a l'edificació que s'hi ha adossat canviant l'escala del conjunt (en una intervenció semblant al xalet de Can Rius), en segon lloc a l'ampliació que ha ocupat el porxo i la terrassa i en tercer lloc a l'operació de maquillatge cromàtic tant a la casa com a la tanca.